# Schedocentrus scudderi
Schedocentrus scudderi är en insektsart som beskrevs av Max Beier 1960. Schedocentrus scudderi ingår i släktet Schedocentrus och familjen vårtbitare. Inga underarter finns listade i Catalogue of Life.